# Breginj
Breginj – wieś w Słowenii, w gminie Kobarid. W 2018 roku liczyła 178 mieszkańców.